# تپه قلعه کهنه ۲
تپه قلعه کهنه ۲ مربوط به دوره سلجوقیان است و در شهرستان کرمانشاه، بخش مرکزی، دهستان بالادربند، حاشیهٔ شمالی روستای قلعه کهنه واقع شده و این اثر در تاریخ ۲۶ اسفند ۱۳۸۷ با شمارهٔ ثبت ۲۵۵۳۰ به‌عنوان یکی از آثار ملی ایران به ثبت رسیده است.